# Егиндыбулак (Аягозский район)
Егиндыбулак (каз. Егіндібұлақ) — упразднённое село в Аягозском районе Абайской области Казахстана. Ликвидировано в 2013 году. Входило в состав Косагашского сельского округа. Код КАТО — 633463200.

## Население
В 1999 году население села составляло 140 человек (71 мужчина и 69 женщин). По данным переписи 2009 года, в селе проживали 32 человека (18 мужчин и 14 женщин).